# Simulium johnsoni
Simulium johnsoni är en tvåvingeart som beskrevs av Vargas och Najera 1957. Simulium johnsoni ingår i släktet Simulium och familjen knott. Inga underarter finns listade i Catalogue of Life.